# Lichanura trivirgata
Lichanura trivirgata là một loài rắn trong họ Boidae. Loài này được Cope mô tả khoa học đầu tiên năm 1861.

## Hình ảnh

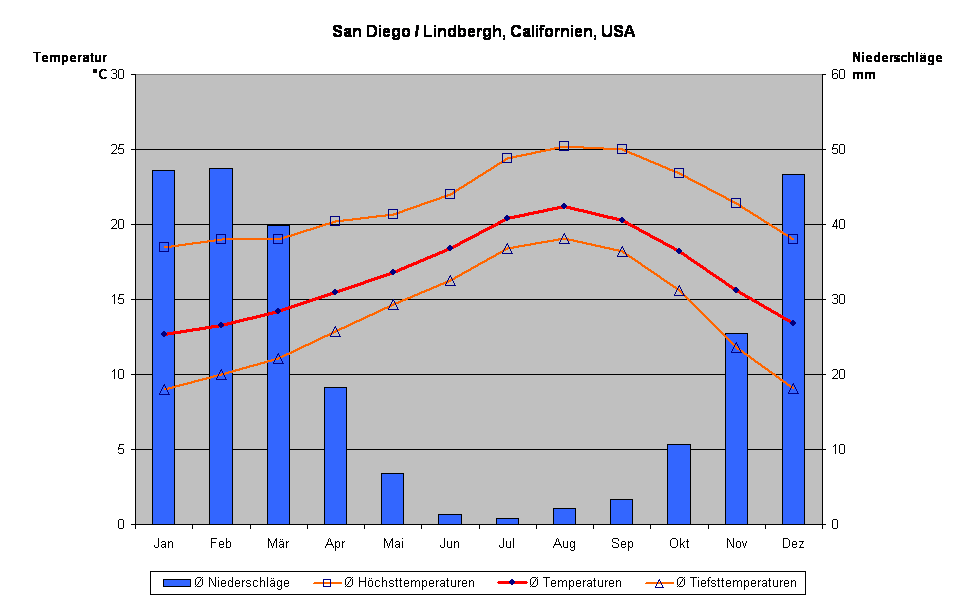
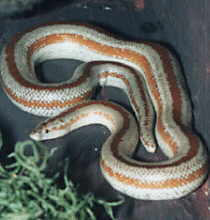
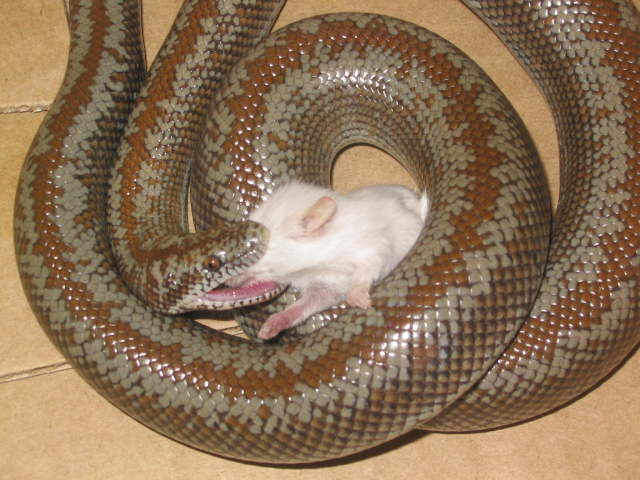
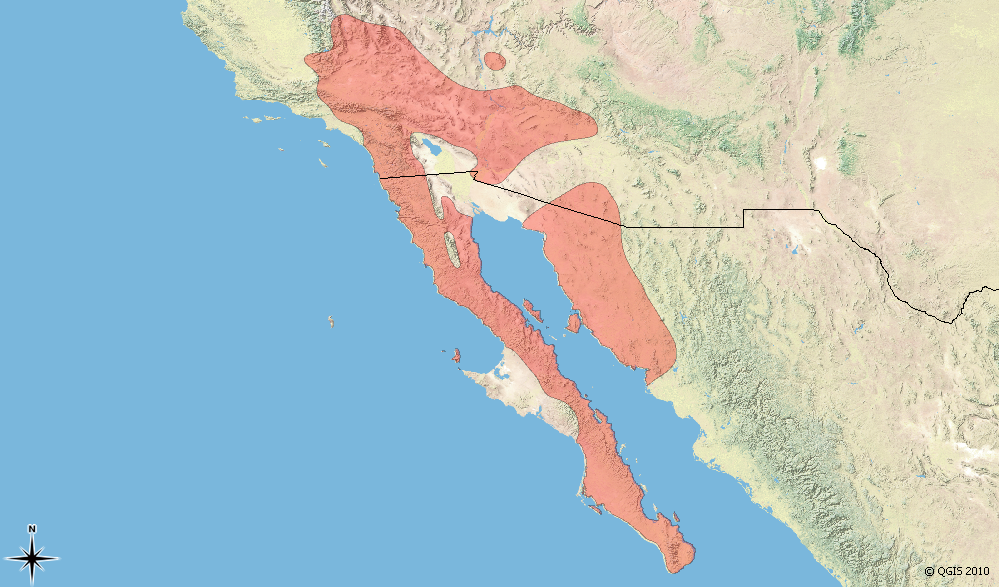